# Eupithecia homophaea
Eupithecia homophaea là một loài bướm đêm trong họ Geometridae.